# Orgasm
| Orgasm |
| --- |
| Kvinna i samband med hennes orgasm. - Betydelse – rytmiska muskelsammandragningar i bäckenbotten - Sammanhang – klimax i den sexuella akten - Resultat – stark njutningsupplevelse, hos mannen oftast i samband med ejakulation; även ibland hos kvinnan |

Orgasm är höjdpunkten eller klimax i den sexuella akten. Det är en urladdning som tillfälligt uppfyller medvetandet, leder till starka lustkänslor och kan bidra till en förstärkt koppling mellan två personer. Orgasmen sammanfaller hos mannen ofta med en ejakulation, vilket även kan ske hos en kvinna. De flesta behöver stimulera sina könsorgan för att få orgasm. Orgasm är inte nödvändigt för att ha sex.

## Biologi och funktion
Det finns olika metoder för att uppnå orgasm och vad som fungerar bäst är individuellt. Det kan ske i ensamhet eller tillsammans med partner. För många krävs någon form av stimulans av könsorgan, särskilt ollon på mannen och klitoris på kvinnan.
Orgasmen består av en serie rytmiska muskelsammandragningar i bäckenbotten. Hos mannen sammanfaller detta ofta med en känsla av att ejakulationen (sädesuttömningen) inte går att hejda, och sädesvätskan avges i mindre, successiva stötar. Orgasmen kan dock ske utan sädesuttömning, liksom att sädesuttömning kan ske utan orgasm (jämför försats).
Samtidigt ökar pulsen och blodtrycket, medan andningen blir häftigare. Kvinnans underliv producerar mer slem (lubrikation) som ska underlätta för spermierna att möta äggcellen. Kvinnor kan ibland ejakulera under stimuleringen (även kallad sprutorgasm och fontänorgasm) och då ofta särskilt mycket i samband med orgasm. Vid sputorgasm utsöndras större mängder vätska än vid lubrikation. Ofta förutsätter ejakulering en viss typ av stimulering. Främst kvinnor kan få multipla orgasmer, det vill säga flera orgasmer efter varandra utan någon vila emellan.
Orgasmen kan kännas som rysningar eller darrningar. Kroppen kan bli spänd, och rörelser, ansiktsuttryck och läten kan vara svåra att styra. Efter orgasmen slappnar den spända kroppen och dess muskler av igen.
Orgasmen, och den föregående upphetsningsfasen, underlättas av stimulans av erogena zoner. Där är nervtäta känselkroppar som mannens ollon och kvinnans klitoris oftast inblandade, men även prostata och andra erogena zoner kan bidra till upphetsning och orgasm. För de flesta krävs fysisk stimulering av erogena zoner för att nå denna njutning och orgasm, men för vissa och vid vissa tillfällen kan det räcka med fantasier.

## Upplevelse
Orgasmen kan kännas olika starkt, och den kan pågå olika lång tid. Medellängden på kvinnors orgasm är längre än männens, men hur långa orgasmer man får är individuellt. Den är del av en upphetsningsprocess med olika faser som brukar beskrivas som människans sexuella responscykel. Den består av dessa fyra successiva faser: upphetsning, platåfas, orgasm och avslappning. Alternativt kan de beskrivas som sexuellt lust, sexuell upphetsning, koitus och orgasm.
Under upphetsningsfasen känns det allt skönare – särskilt i penis och i och runt vaginan/klitoris. Efter orgasmens utlösningsfas med intensiv vällust minskar lustkänslan igen under avslappningsfasen, då kan man antingen känna sig lugn och trött eller tvärtom pigg och energisk.
De sexuella aktiviteterna behöver inte avslutas på grund av att någon av parterna fått orgasm, utan de kan fortsätta på annat sätt. Detta skiljer sig ofta från scener på film (pornografisk film eller annan fiktion), där ofta mannens orgasm vanligen signalerar avslutningen på samlaget.
En orgasm frigör hos både män och kvinnor bland annat oxytocin och endorfin, som kan leda till följdeffekter som exempelvis lyckokänslor och avslappning.
Vissa personer kan få huvudvärk under orgasm, så kallad orgasmhuvudvärk.
Ibland jämförs orgasm med nysning. Båda händelserna motsvarar kroppsliga urladdningar som leder till utsöndring av endorfin och kan förknippas med lustkänslor. Lustupplevelsen vid en nysning är dock avsevärt mindre.

## Hos olika människor

### Barn
Redan i småbarnsåldern kan en orgasm utlösas i kroppen hos en pojke eller flicka. Detta föregås i regel av barnets upptäckt av onani eller genital lek som stimulerande aktiviteter.

### Kvinnor och flickor
Stimulans av klitorisollonet eller andra delar av klitoris (via omgivande vävnad) är det vanligaste sättet för kvinnor att få orgasm. Kvinnor kan vid orgasm även få utlösning, vilket även beskrivs som fontänorgasm, squirt eller sprutorgasm. Den vätskan kan vara olika ymnig, beroende på vilka av flera olika körtlar eller organ som är inblandade vid utsöndringen (urinblåsan, Bartholins körtlar, Skenes körtlar). För vissa kvinnor ökar lustkänslan i samband med en fontänorgasm.
Fysiskt förändras slidväggarna vid sexuell upphetsning. Den ökade blodfyllnaden i blygdläpparna och slidan leder till att den veckade slemhinnan slätas ut och slidan öppnar sig.
Kvinnan kan genom att träna sin bäckenbottenmuskulatur snabbare nå orgasm.

### Män och pojkar

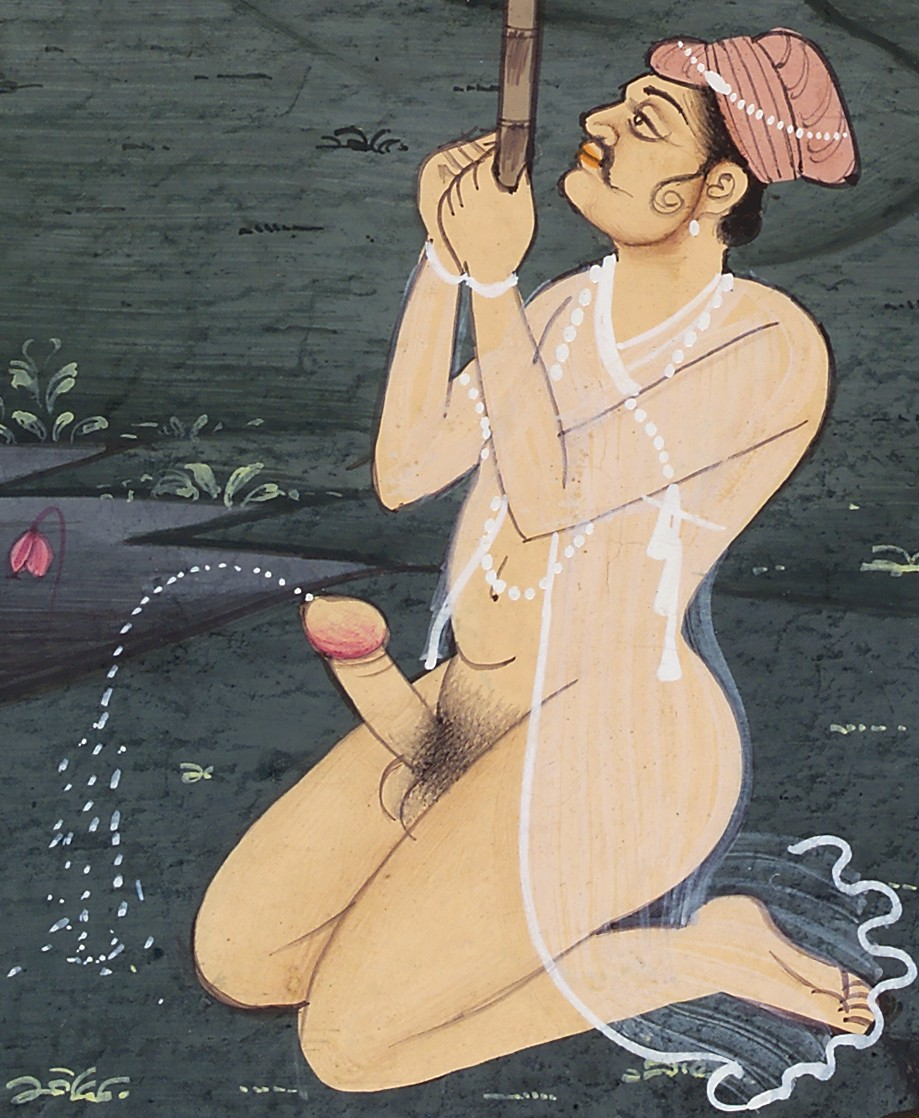
Illustration av en man som ejakulerar.

Hos mannen sker de peristaltiska rörelserna vid en orgasm i den glatta muskulaturen runt bitestiklarna, sädesledarna, prostatakörteln och urinröret. Detta pressar ut sperman i vad som benämns ejakulation. Ofta kommer orgasm och utlösning samtidigt, men det är möjligt att få orgasm utan utlösning eller utlösning utan orgasm.

### Likheter, skillnader och svårigheter till orgasm
Det finns ingen fysisk skillnad i kvinnans eller mannens kropp som skulle innebära större eller mindre svårighet att få orgasm. Mannens ollon och kvinnans klitorisollon är starkt känsliga med många nervändar. Svårighet att få orgasm kan bero på flera orsaker utan att det är något fysiskt fel på kroppen. Det kan vara exempelvis brist på upphetsning, fel teknik eller stimulans, oro och mentala spärrar eller narkotika, alkohol och mediciner. Kvinnor som utsatts för sexuellt tvång upplever det ofta svårare att få orgasm enligt en svensk avhandling från 2005. Ett syfte med forskning kring orgasm och hjärnan är att utifrån hjärnans reaktion kunna träna upp metoder för att kringgå orgasmhinder eller aktivera särskilda delar av hjärnan.

## Multipla orgasmer
Multipla orgasmer innebär att en person får orgasm flera gånger under en kortare tid. Detta är vanligare hos kvinnor än hos män, bland annat för att en man oftare upplever att penisen slaknar efter en orgasm, blir mindre känslig och mindre lämpad för att medverka till ytterligare en orgasm.
Enligt några undersökningar säger sig omkring 47 procent bland kvinnor och upp till 10 procent bland män ha upplevt multipla orgasmer.

## Namn
Ordet orgasm kommer från nylatinets orgasmus, alternativt grekiskans orgasmos med samma betydelse. Ursprungligen kommer det från grekiskans ord or'gaō, med betydelsen 'svälla', 'vara full av safter' eller 'svälla av fuktighet'. Ordet orgasm finns i svensk skrift sedan 1834.
En mängd synonymer för orgasm finns i allmänspråket. De inkluderar att komma, att det går för en eller att nå klimax.